# Octubre (Xostakóvitx)
Octubre, op. 131, és un poema simfònic compost per Dmitri Xostakóvitx per commemorar el cinquantè aniversari de la Revolució d'Octubre de 1967. Va ser estimulat a compondre l'obra després de retrobar la seva partitura per a la pel·lícula Els germans Vassiliev de 1937, reutilitzant la seva Cançó del Partisà a Octubre. Tot i que Xostakóvitx va completar el treball ràpidament, el procés d'escriure el va fatigar físicament a causa del deteriorament de les seves funcions motrius.
L'estrena mundial d'Octubre va ser el 16 de setembre de 1967 per l'⁣Orquestra Simfònica Estatal de l'URSS dirigida per Maksim Xostakóvitx, fill del compositor. Havia estat competint per dirigir l'estrena mundial del Concert per a violí núm. 2, però se li va oferir a canvi Octubre. L'estrena nord-americana va tenir lloc el 10 d'octubre de 1988 a l'Avery Fisher Hall, interpretada per la Filharmònica de Nova York dirigida per Andrew Davis.
Malgrat els seus objectius populistes, Octubre va ser rebut tèbiament a la Unió Soviètica. Els crítics occidentals també han estat moderats i, de vegades, hostils envers l'obra, però alguns l'han defensada; trobant-hi paral·lelismes a les Simfonies Desena i Onzena, i afirmant que s'ignora injustament.

## Història

### Composició
En un article de Pravda publicat abans de l'estrena d'Octubre, Xostakóvitx va dir:
Feia temps que tenia la intenció d'escriure una obra musical per al cinquantè aniversari de la Revolució, però no havia sortit res. Aleshores fa uns mesos vaig estar als Mosfilm Studios, on l'antiga pel·lícula Els germans Vassiliev , per a la qual vaig escriure la música, s'estava preparant per a la seva reedició. En tornar-la a sentir, vaig sentir que la meva Cançó del Partisà no havia sortit gens malament en aquells dies. La imatge m'ho va recordar i, de manera força inesperada, vaig "escoltar" tot el meu futur poema simfònic i em vaig posar a escriure'l. Vaig tornar a compondre el tema principal —està marcat per les entonacions de cançons revolucionàries— i per al tema secundari vaig fer servir la meva antiga Cançó del Partisà. Vaig elaborar els dos temes considerablement i el resultat va ser una obra simfònica d'uns 12 o 13 minuts de durada.

Segons Vadim Bibergan, Xostakóvitx es va queixar que l'esforç físic d'escriure Octubre era "un treball molt dur". Va completar la partitura el 10 d'agost mentre estava de vacances amb la seva família a la Reserva Estatal de Belovejskaia. L'endemà, Xostakóvitx va anunciar la notícia en una carta al seu amic Issaak Glikman, escrivint-li que havia "treballat sense descans durant els últims set dies" i que se sentia esgotat.
Marina Sabinina va especular que Octubre podria haver sorgit de l'intent no realitzat de Xostakóvitx de representar la Guerra Civil Russa en el tercer moviment de la seva Dotzena Simfonia, citant el seu ús de la Cançó del Partisà i un comentari del compositor dient que havia "estat cultivant el seu nou poema durant molt de temps".

En resposta a un qüestionari que li va enviar Komsomolets Tajikistana, Xostakóvitx va escriure:
Em va agradar especialment treballar en el meu poema simfònic Octubre, que expressa els meus sentiments d'orgull per la meva Pàtria i admiració per les seves gestes.

### Estrenes

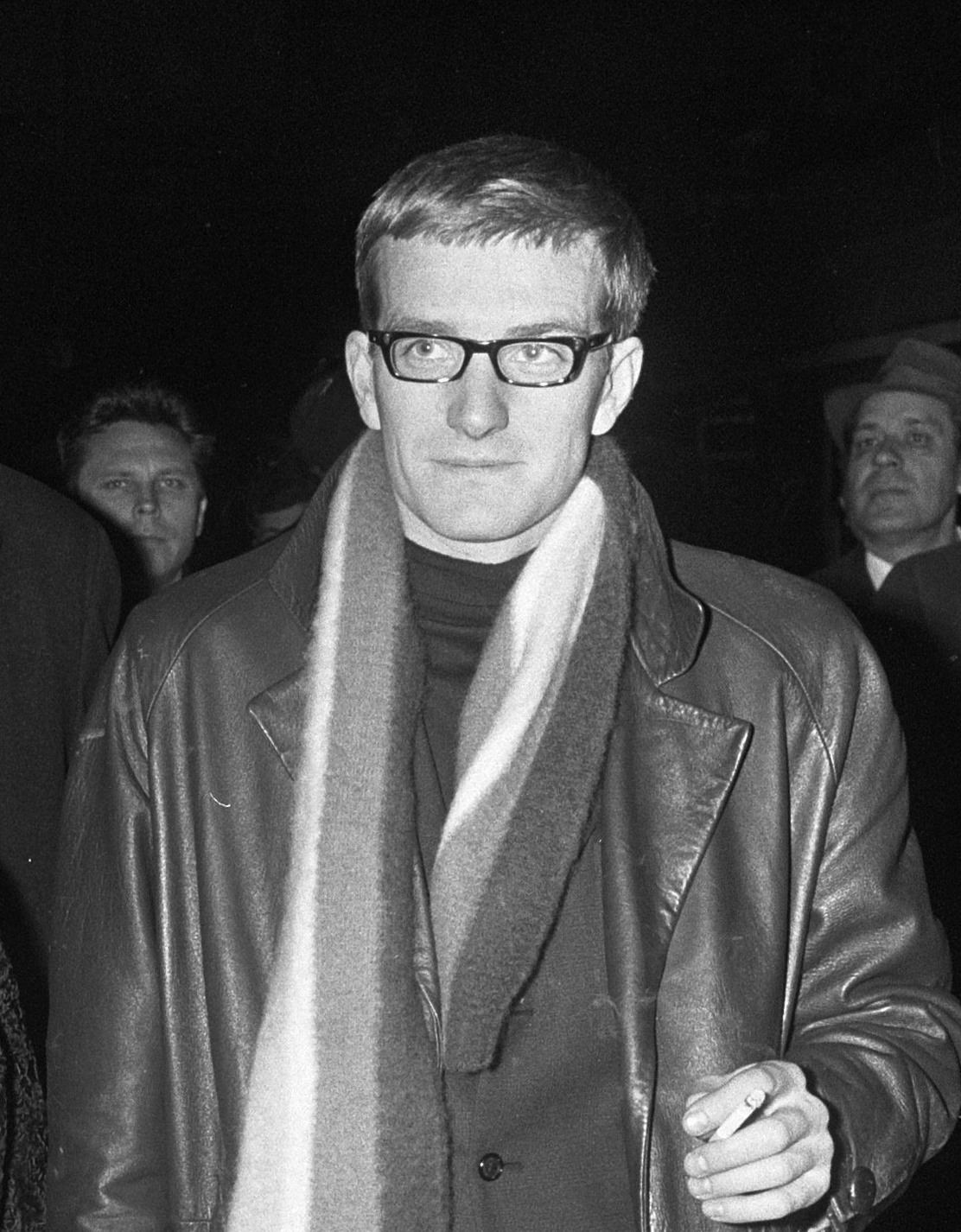
Maksim Xostakóvitx el 1967

Al mateix temps que Xostakóvitx treballava a Octubre, també assajava el seu Concert per a violí núm. 2, acabat de compondre, amb el seu dedicat David Óistrakh. En el transcurs de les seves discussions sobre la interpretació del concert, Xostakóvitx va informar Óistrakh que el seu fill Maksim havia expressat un intens interès a dirigir-ne l'estrena mundial. Xostakóvitx va deixar a Óistrakh l'elecció del director, però va instar el violinista a parlar personalment amb Maksim i a explicar-li la seriositat dels deures que comportava dirigir una estrena mundial. En una carta posterior, el compositor va manifestar explícitament la seva preferència per Kiril·l Kondraixin, però va delegar a Óistrakh la responsabilitat d'informar Maksim de la decisió. En lloc del concert, Xostakóvitx va confiar a Maksim l'estrena mundial d'Octubre 
L'estrena mundial d'Octubre va tenir lloc el 16 de setembre de 1967, a la Sala Gran del Conservatori de Moscou, interpretada per l'⁣Orquestra Simfònica Estatal de l'URSS dirigida per Maksim Xostakóvitx; el compositor va ser hospitalitzat en aquell moment i no va poder assistir al concert. Aviat van seguir més actuacions a Moscou i Leningrad durant el ple de la junta de la Unió de Compositors de la RSFSR, el festival Música de la Rússia Soviètica i la Setmana de la Música Soviètica; en conjunt, aquests esdeveniments van durar del 21 de setembre al 24 d'octubre. A més dels intèrprets originals, durant aquestes setmanes també va actuar l'Orquestra Filharmònica de Moscou dirigida per Kondraixin.
Andrew Davis va dirigir l'estrena nord-americana d'Octubre amb la Filharmònica de Nova York a l'⁣Avery Fisher Hall el 10 d'octubre de 1988.

## Música
Octubre és una obra d'un sol moviment. Comença en do menor amb una figura de Moderato ascendent de tercera menor en compàs ternari que ha suscitat comentaris per la seva semblança amb l'inici de la Desena Simfonia de Xostakóvitx. D'això, en sorgeixen quatre variants del tema que impulsen el desenvolupament de l'obra en la següent part principal Allegro. Els clarinets toquen aviat un segon tema contrastant en mètrica quàdruple que cita la Cançó del Partisà de Xostakóvitx. La resta de l'obra alterna aquests temes amb una rapidesa creixent. Acaba en do major amb el riff d'obertura de la Cançó del Partisà repetida en octaves en un primer moment per les cordes i els vents i després entren els metalls.
Una actuació típica d'Octubre dura aproximadament 13 minuts. És l'únic poema simfònic de Xostakóvitx.

## Recepció
La reacció crítica a Octubre de Xostakóvitx a la Unió Soviètica es va silenciar. Malgrat la seva intenció populista, no va aconseguir transcendir l'ocasió per a la qual va ser composta. Segons Krzysztof Meyer, fins i tot els crítics simpatitzants amb el patriotisme obert de l'obra, com Izrail Nestiev, van expressar la seva decepció. Segons Sofia Khentova, alguns crítics de la premsa soviètica van detectar influències cosaques en l'obra i van especular si aquestes estaven extretes de material destinat a l'òpera no realitzada de Xostakóvitx basada en I El Don de plàcides aigües de Mikhaïl Xólokhov.

Les valoracions d'Octubre van ser més severes a Occident. En la seva ressenya de l'estrena nord-americana de l'obra, Tim Page va escriure:
"Aquest és un exercici vulgar, aclaparador i senzill de realisme socialista […] és impossible escoltar Octubre com una altra cosa que un treball de pirateig hàbil i cínic, amb melodies banals, orquestració descarada i harmonies deliberadament simplistes."
Meyer va descartar Octubre com una variant inferior dels fragments de la Dotzena Simfonia de Xostakóvitx, que "és impossible trobar ni una sola idea original" a la partitura, pateix "defectes formals molt greus, sobretot en la seva segona meitat", i que "fins i tot la Cançó dels boscos descriuria com una obra mestra en comparació". Elizabeth Wilson va compartir opinions similarment negatives sobre Octubre, que va anomenar "un dels fracassos més grans de Xostakóvitx". Dmitri Smirnov va considerar Octubre com una de les "composicions oficials i obertament conformistes, de tipus propagandístic" de Xostakóvitx.
Octubre també té els seus defensors. William Zakariasen, escrivint al New York Daily News, va dir que si bé Octubre era "sorollós, banal, fonamentalment poc sincer", també va necessitar "un compositor tan gran per escriure una brossa tan agradable". La versatilitat de Xostakóvitx a l'hora de poder "fàcilment pot tornar a alguna cosa més del 'període mitjà' quan sigui necessari" va ser elogiat per Michael Mishra, qui també va escriure que Octubre va ser un "treball emocionant". En la seva enquesta sobre la música de Xostakóvitx composta per a ocasions oficials, Pauline Fairclough va elogiar Octubre com un "bon poema simfònic" que se sent "sorprenentment actiu". David Fanning es va referir a Octubre com una "partitura de substància real" que era "massa profunda" per a l'ocasió per a la qual va ser composta  Philip Taylor va escriure que l'obra, amb les seves al·lusions al moviment " Diumenge sagnant" de la Onzena Simfonia, era una "peça vibrant i acolorida amb una estructura molt satisfactòria en la qual els clímaxs es col·loquen amb cura per aconseguir el màxim efecte dramàtic" i que la seva relativa negligència era injustificada.